# Rózsakeresztes Egyiptomi Múzeum
A Rózsakeresztes Egyiptomi Múzeum (REM) a Rózsakeresztes Parkban található a kaliforniai San Joséban, az Amerikai Egyesült Államokban.
A Rózsakeresztes rend alapította és azóta is támogatja és fejleszti a múzeum ismeretterjesztési és tudományos tevékenységeit. E múzeum birtokában van a legnagyobb ókori egyiptomi régiség gyűjtemény az Egyesült Államok nyugati részén. Az AMORC székhelyének közvetlen közelében található.

## Történet
Az AMORC alapítója, Harvey Spencer Lewis sokféle misztikus szimbólumokkal ékesített műtárgyat gyűjtött, köztük számosat az ókori kelettel kapcsolatosan. A legelső műtárgyainak egyike volt egy kicsi Szehmet szobor. 1921-ben AMORC rendtagok adományaiból anyagilag támogatta a Bostoni Egyiptomkutató Társaság el-amarna-beli ásatásait (Ahet-Aton volt Ehnaton, a XVIII. dinasztiabeli fáraó fővárosa). Viszonzásképpen a Társaság különféle egyiptomi régiségeket adományozott az AMORC-nak. 1928-ban mutatta be a közönségnek a "The Rosicrucian Egyptian Oriental Museum" elnevezésű gyűjteményét, mely az AMORC központi igazgatási épületében foglalt helyet San Joséban. Az AMORC második Imperátora, Ralph Maxwell Lewis, H. Spencer Lewis fia új épületet építtetett a múzeum számára, mely 1966 novemberében nyitotta meg kapuit.
Akkoriban a múzeum egyedülálló volt több szempontból is:
- A legnagyobb ókori egyiptomi gyűjteménnyel rendelkezett a nyugati parton.[2]
- Az egyetlen olyan múzeum volt a világon, amely ókori egyiptomi stílusban épült.
- Kifejezetten planetárium céljára épített épület állt a múzeum közelében, az ötödik az Egyesült Államokban, de az első, amely hazai gyártású - H. Spencer Lewis tervei alapján épített - csillag-kivetítővel rendelkezett.
- A múzeum egy egyiptomi stílusban kiépített park része volt.

1995-ben a rózsakeresztes Julie Scott, M.A., S.R.C. lett a múzeum igazgatója.

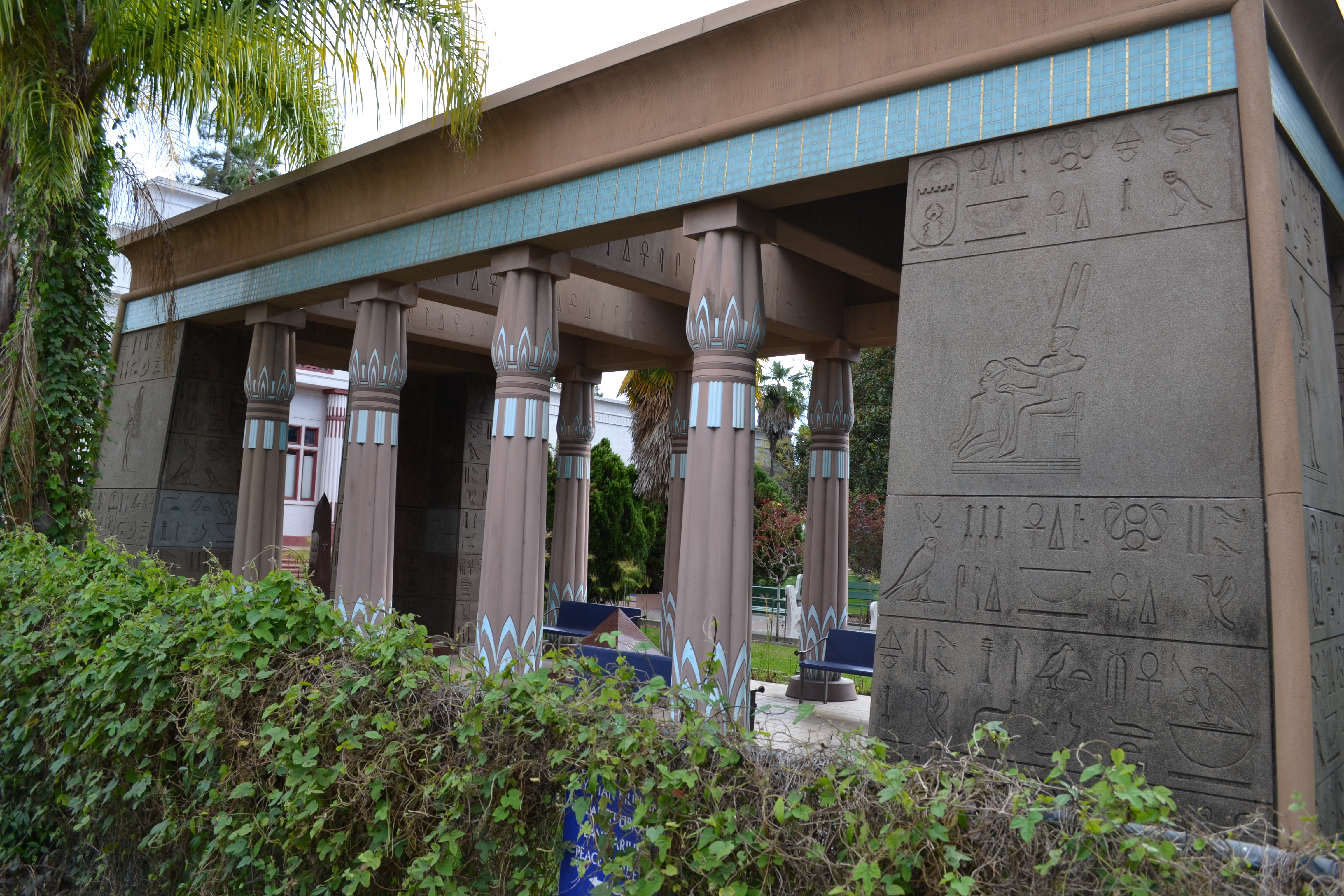
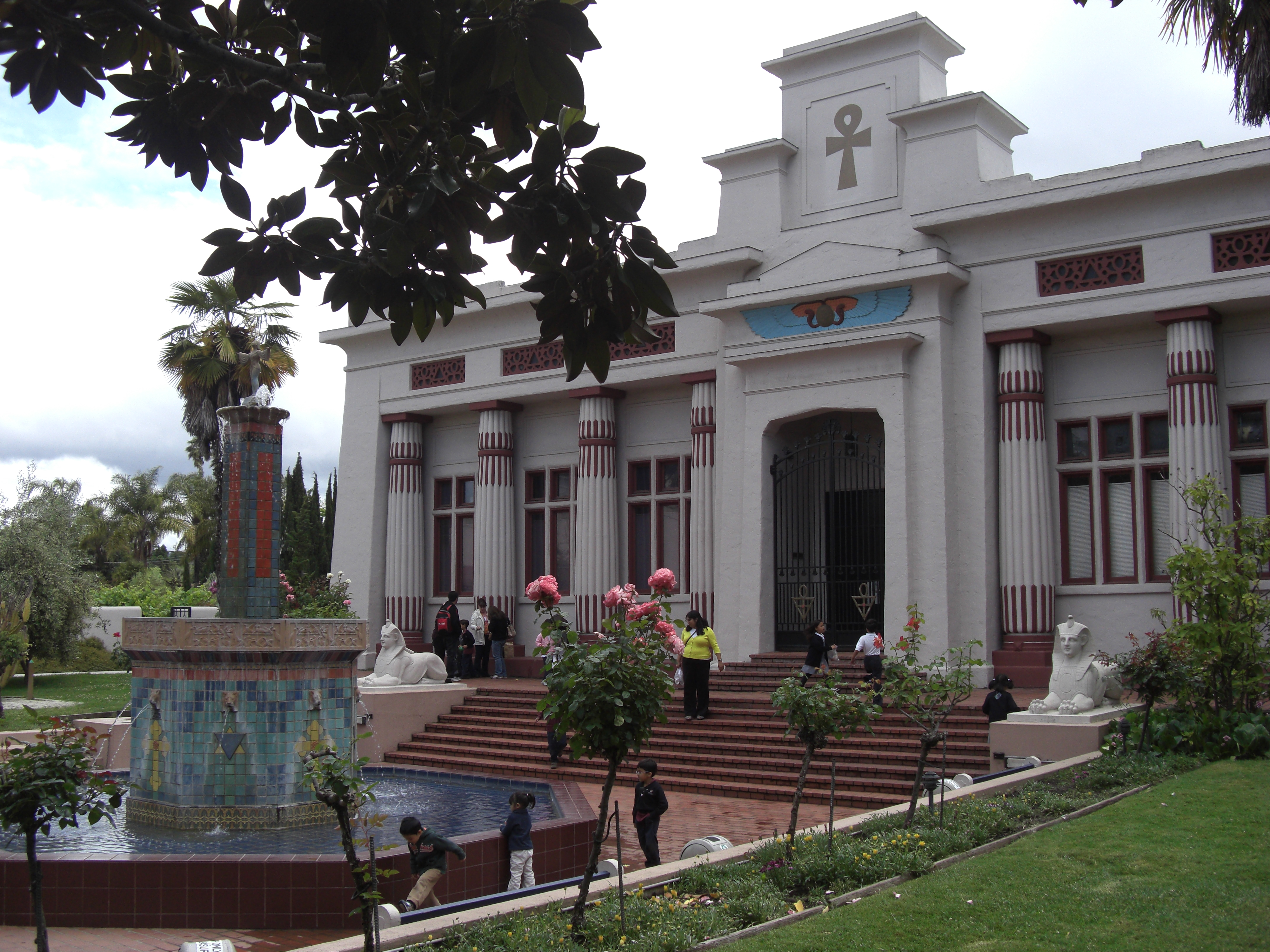
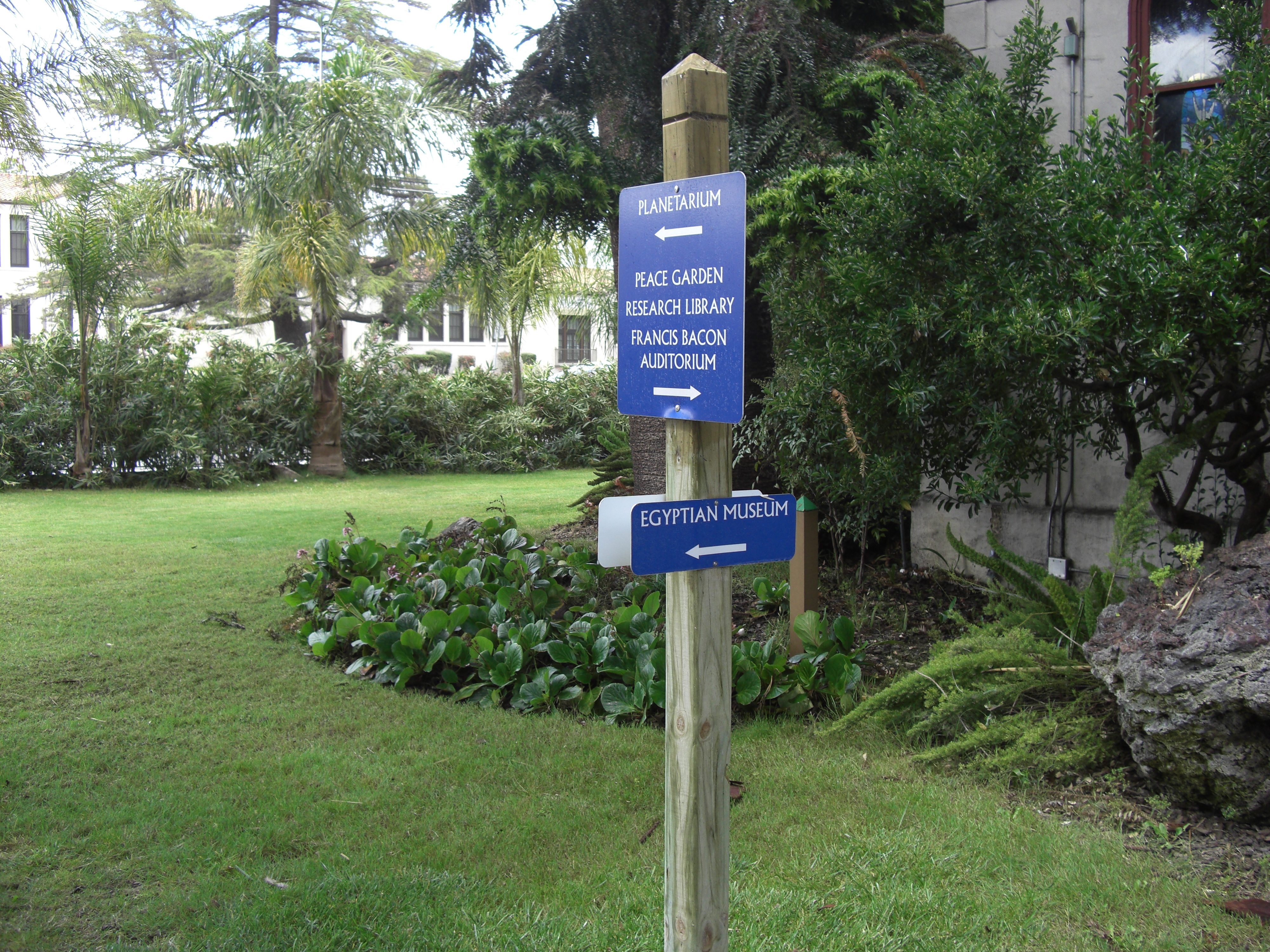
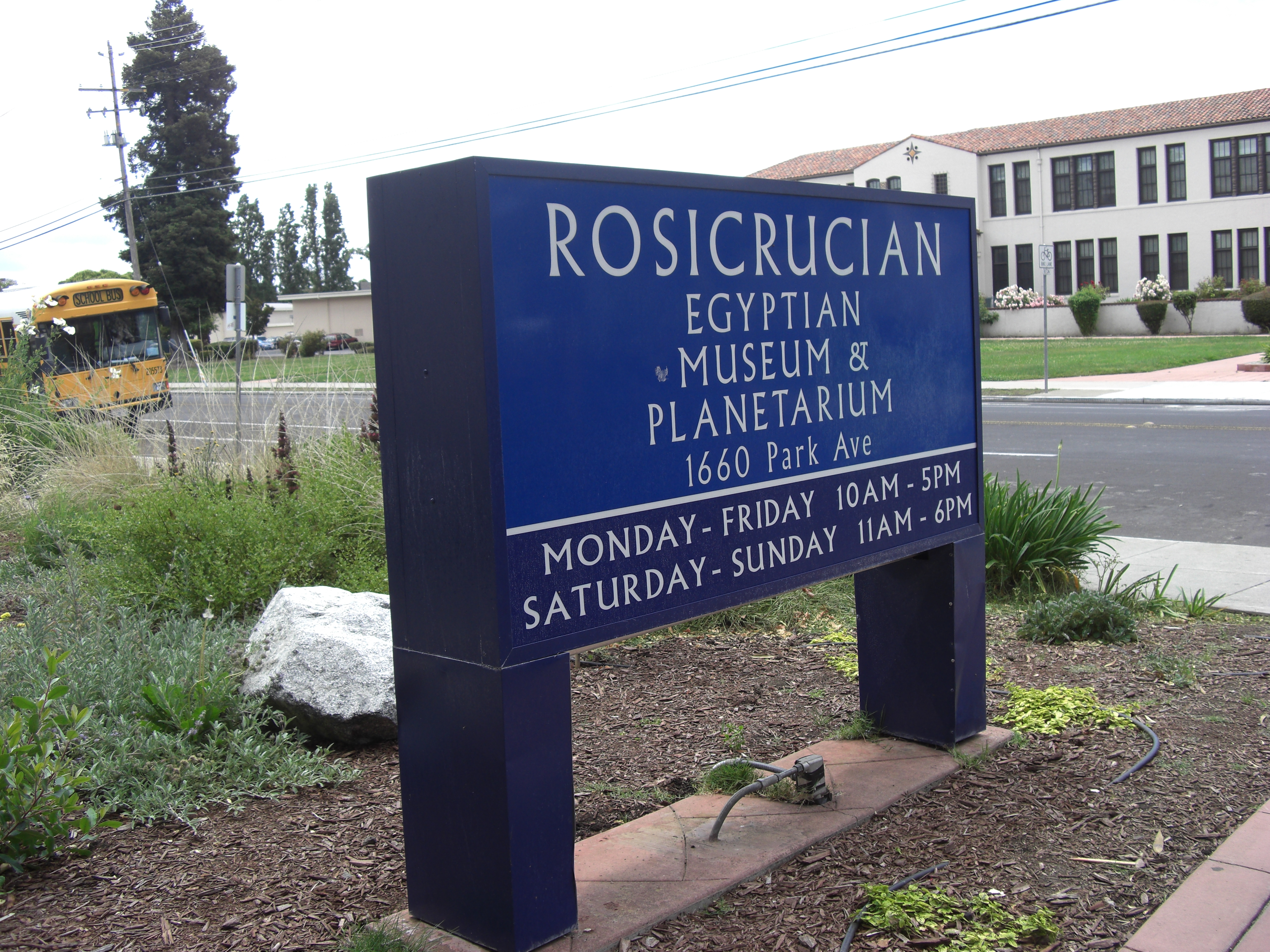

2017-ben 110.000 látogatót fogadott az intézmény. Az épületet a rózsakeresztesek meditáció és megbeszélések céljára is használják. 2018-ban a múzeum ún. "zéró-energia épület" minősítést kapott, ugyanis az épületben éves szinten felhasznált energiát helyben, megújuló erőforrások segítségével állítják elő.

## Jelentősebb kiállítások
Jelentős esemény vette kezdetét 1999-ben, amikor is a Rózsakeresztes Egyiptomi Múzeum elindított a "Women of the Nile" elnevezésű utazó kiállítását, számos előadóval és az általuk megtartott előadásokkal kiegészítve. A kiállítás az Egyesült Államok és Kanada számos pontját érintette és egészen 2001-ig tartott. 2000 és 2002 között a gyűjtemény egy Kleopátráról mintázott kőszobrocskája bemutatásra került Rómában, Londonban és Chicagóban, hasonló tematikájú kiállításokon.
A múzeum gyermek múmiáját 2005. május 6-án átszállították a közeli Palo Altoba, a Stanford Egyetemre, ahol CT-vizsgálatoknak és más nagyfelbontású távérzékelési módszereknek vetették alá, a múzeum, a Silicon Graphics, a Stanford Egyetemi Kórház és a NASA genetikai adatelemző laboratóriuma együttműködésében. A vizsgálatok eredményei a múzeum fennállásának 75. évfordulója alkalmából 2005. augusztus 6-án kerültek publikálásra, a képalkotási eljárások során szkenneléssel keletkezett részletes képi anyaggal. A szkennelt képek egyike megnyerte a Nemzeti Kutatási Alap és a Science tudományos hírújság támogatásában megrendezett 2006-os Science and Engineering Visualization Challenge-et. 2017 novemberében a múmiáról készült részletgazdag röntgenfelvételeket tettek közzé a kislány maradványairól.
2004 óta a múzeum teljes felújításon esett át, melyek a következőket érintették:
- Túlvilág és sziklasír
- Hétköznapi élet és kultúra
- Királyság és Palota
- (Szehmet) Templom és Ehnaton Amarna-időszak
- Időszaki kiállítások: 2015-től Rózsakeresztes Alkímia kiállítás

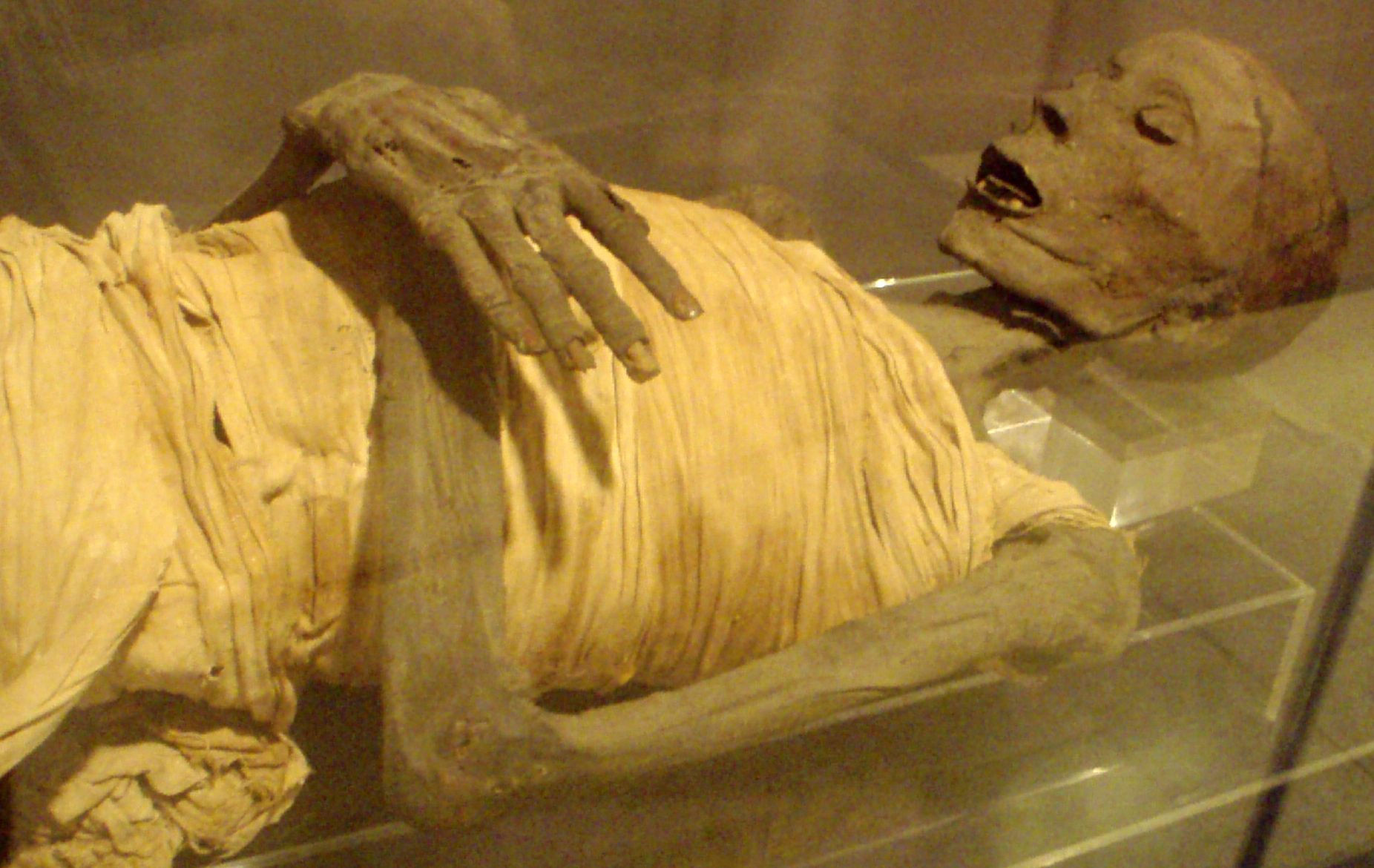
Egy felsőbb osztálybeli egyiptomi férfi, gyakran csak "Usermontu"-ként hivatkoznak rá
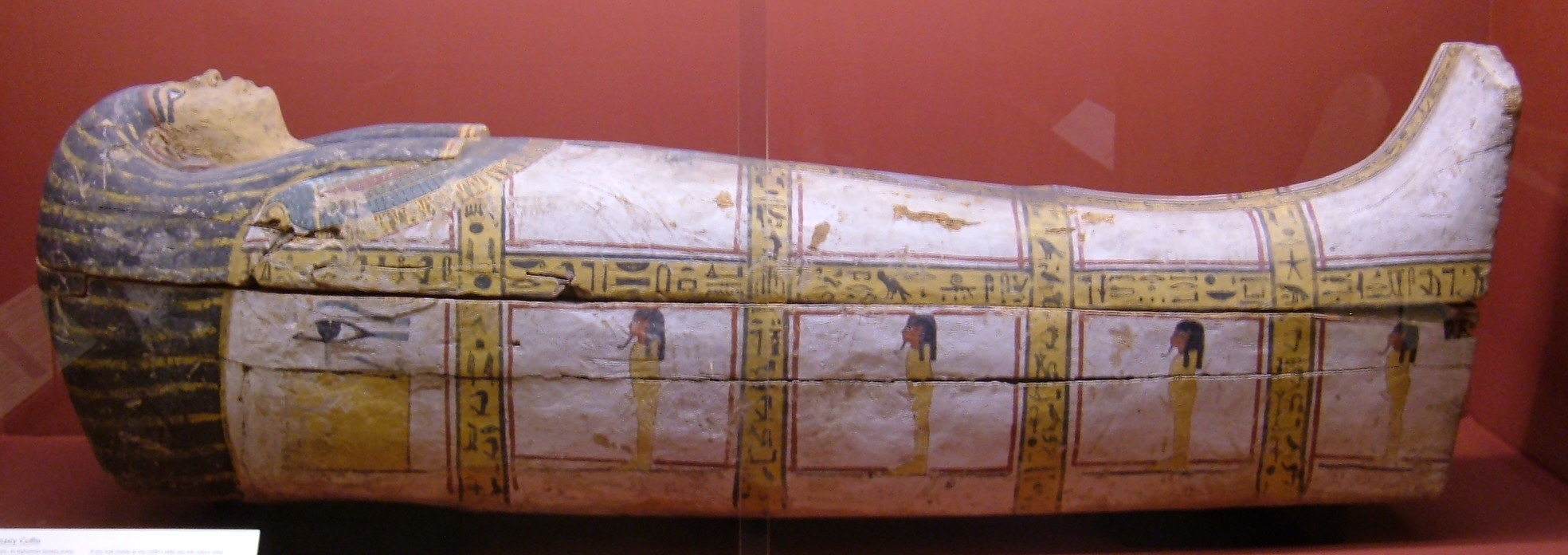
Korai XVIII. dinasztiabeli koporsó
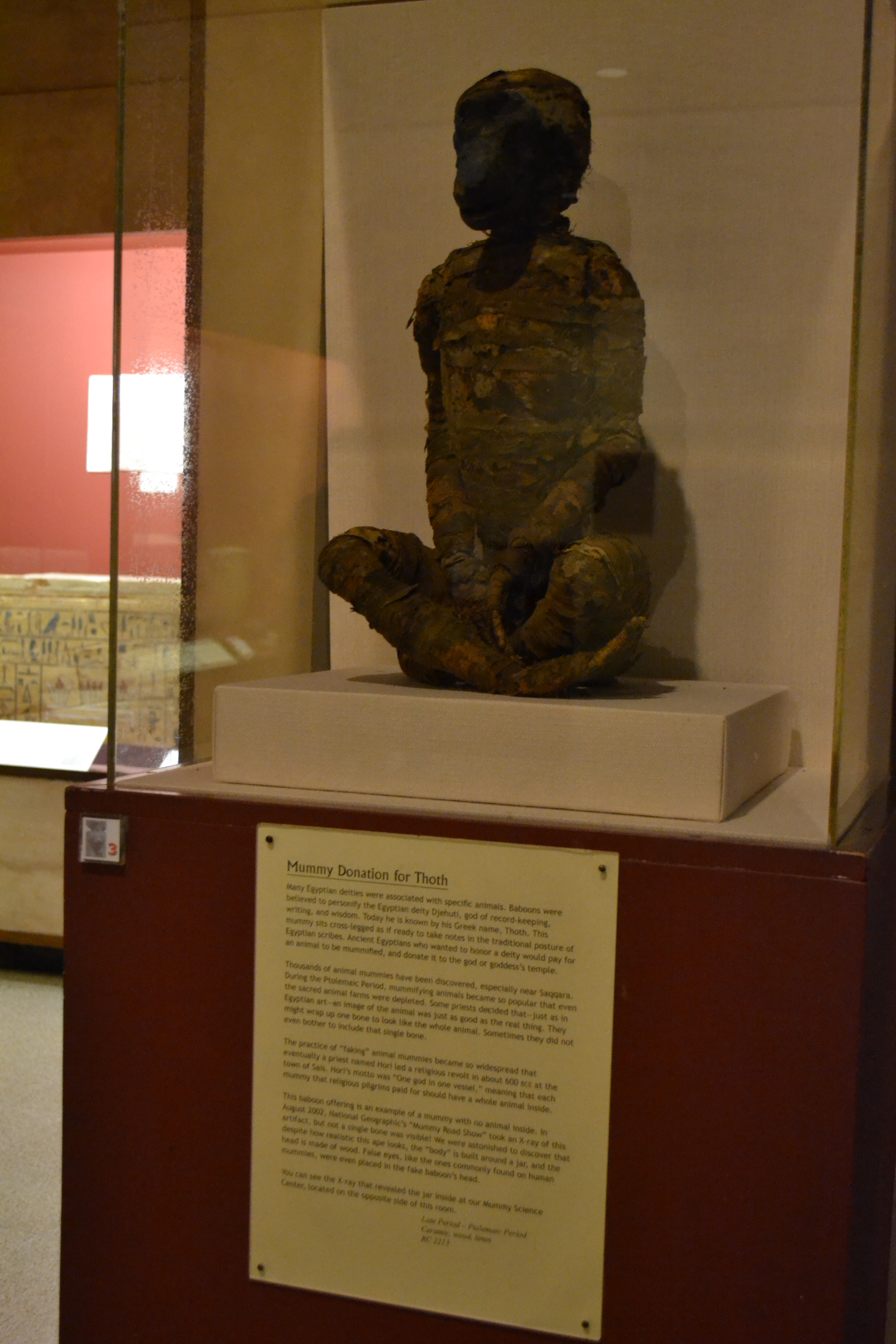
Babuin majom múmia. Nincs benne igazi babuin, a múmia egy agyagkorsó köre van kialakítva.

A muzeumban található egy 1,5 millió éves kőbalta, ez azonban nincs kiállítva a nyilvánosság elé.

### Sziklasír másolat
A múzeum magában foglal egy ókori egyiptomi sziklába vájt sírhely másolatát, mely az egyiptomi Beni Hasan temetkezési helyen rózsakeresztes kutató-expedíciók által készült fotók és vázlatok alapján készült, annak érdekében, hogy a látogatók átélhessenek egy régészeti feltárást. Alább sírhely-másolat belsejéről készült fotók láthatók, melyeken főként az egyiptomi Halottak Könyvéből származó jelenetek láthatók.

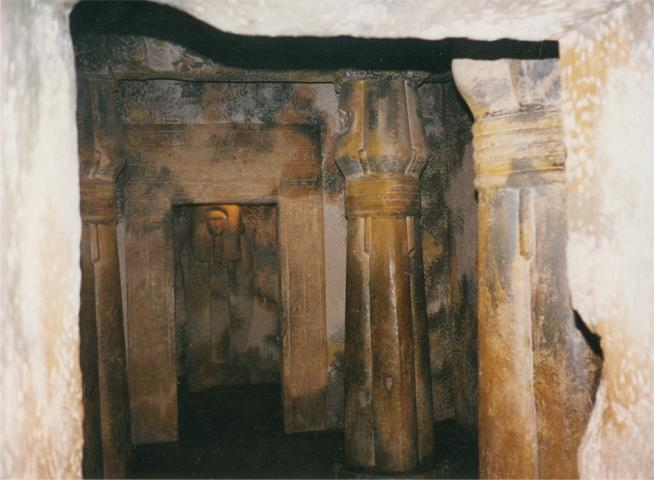
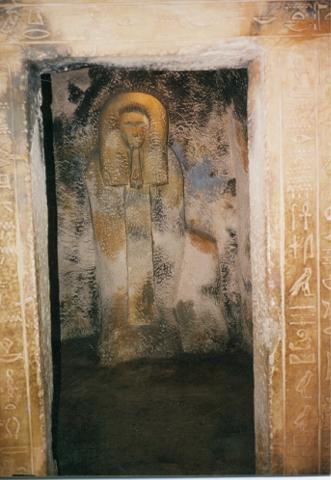
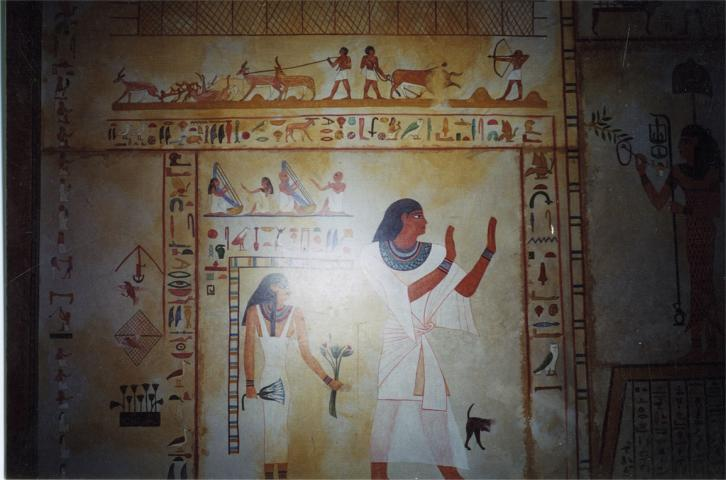
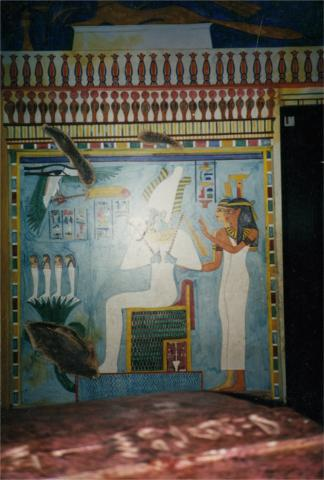
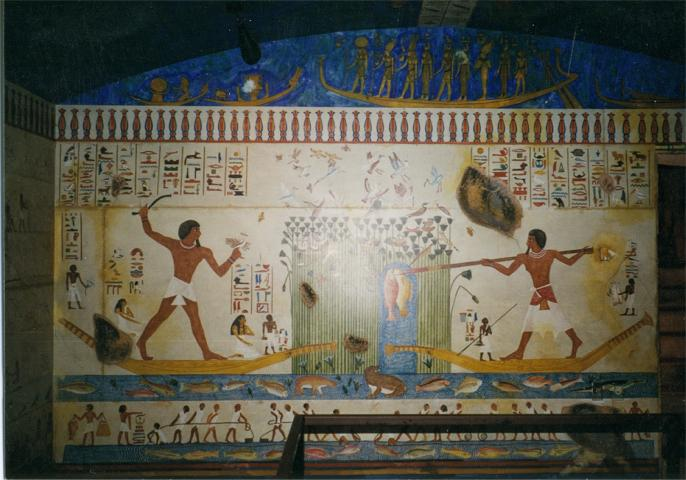
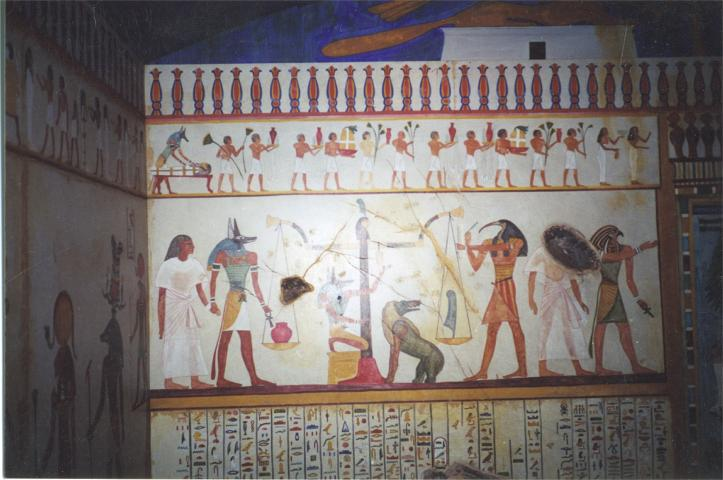
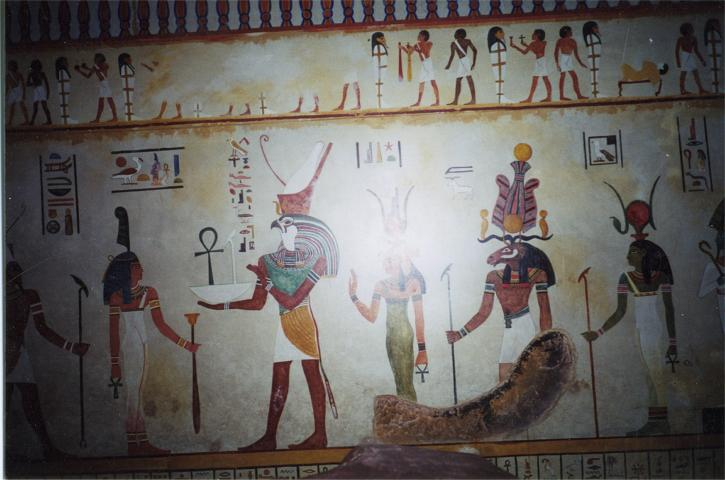
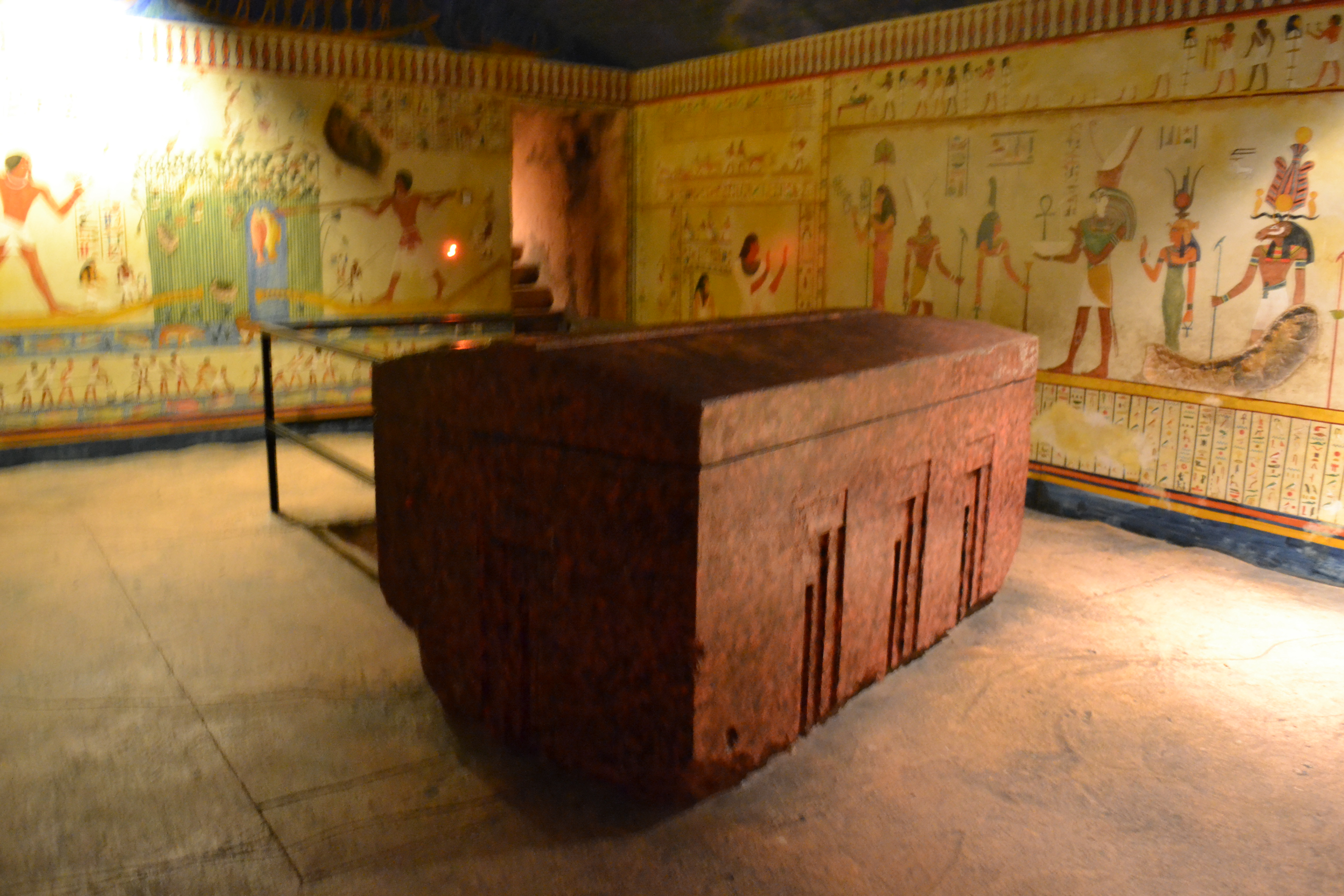
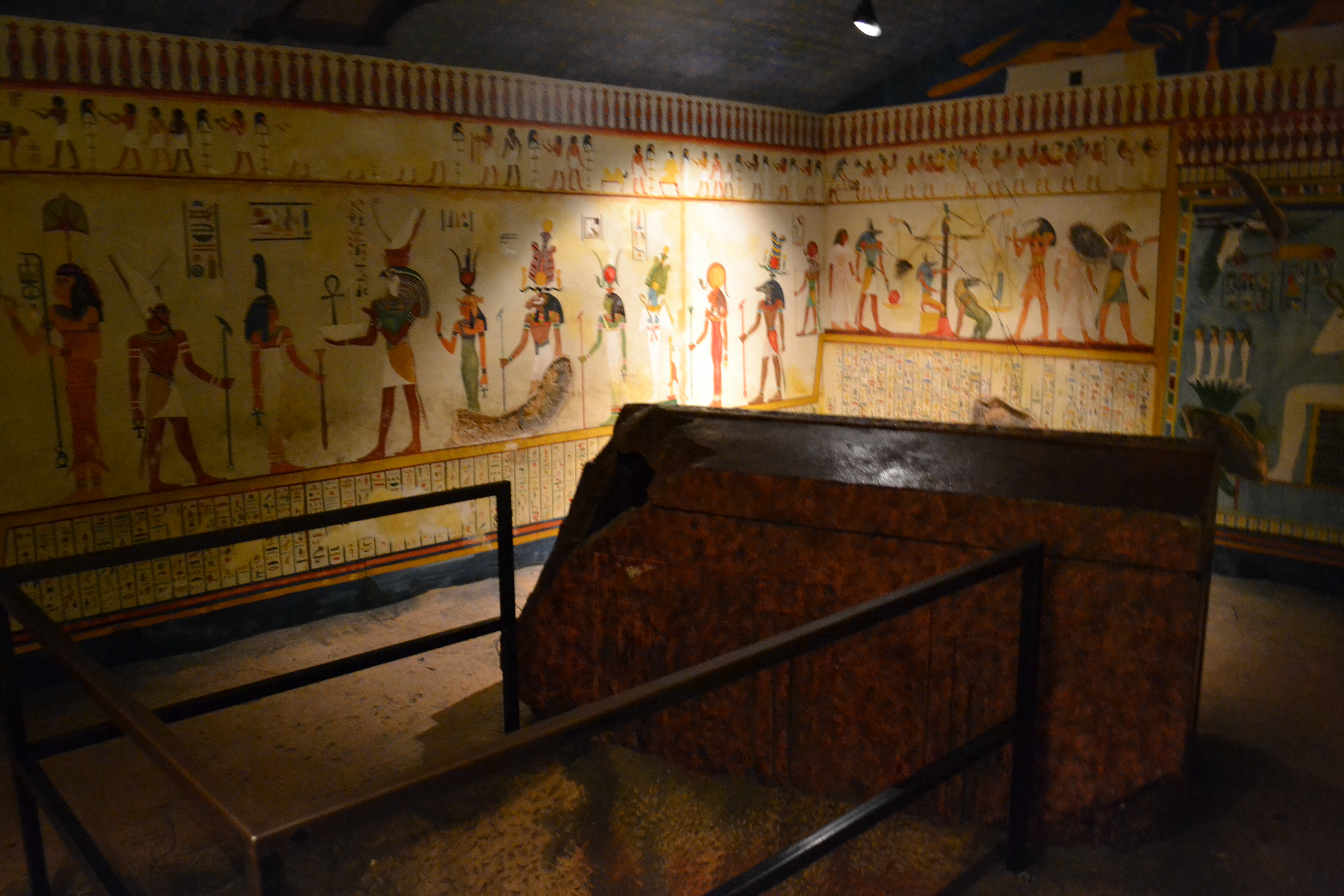

### Alkímiai kiállítás
2015 elején a múzeumot működtető AMORC 100 éves évfordulója alkalmából az addigi Időszaki képkiállítása Rózsakeresztes Alkímiai Kiállítássá alakult.
E kiállítás kurátora, az alkimista Dennis William Hauck, végigvezet az alkímiai processzus (folyamat) hét állapotán, a meditációs fülkében bemutatja az Azoth-ot (a filozófusok által keresett formula), illetve egy vezetett meditációt, végül pedig egy alkímiai műhely életnagyságú másolatát. Itt látható még az alkimista George Ripley egy kéziratának másolata szemléltető magyarázatokkal kiegészítve. 
Ez a kiállítás képezi a magvát annak, ami majd az USA első és a világ talán legnagyobb alkímiai múzeuma lesz. Ennek majd a Rózsakeresztes Nemzetközi Egyetem (RCUI) épülete fog otthont adni a Rózsakeresztes Parkban. Az RCUI épülete ezen túlmenően egy működő alkímiai laboratóriumot is magában foglal.

## Külső hivatkozások
- Hivatalos weboldal
- Alkímiai kiállítás hivatalos weboldal